# Кіран Міллвуд Харґрейв
Кіран Енн Мілвуд Харґрейв (англ. Kiran Millwood Hargrave) FRSL (народилася 29 березня 1990) — британська поетеса, драматургиня і романістка. 2023 року її було обрано членкинею Королівського літературного товариства.

## Дитинство та освіта
Харґрейв народилася 29 березня 1990 року в Сурреї. Вона має індійське походження з боку матері. 2011 року закінчила коледж Гомертона в Кембриджі за спеціальністю «Англійська драматургія». Пізніше, 2014 року здобула ступінь магістра творчого письма в Оксфордському університеті.

## Кар'єра
Писати для публікації почала 2009 року. 2014 року її дебютний роман «Дівчина з чорнила та зірок» (англ. The Girl Of Ink and Stars, він же англ. The Cartographer's Daughter) у рамках угоди з шестизначною сумою на дві книги придбали видавництва Knopf Random House (США) і Chicken House Scholastic (решта світу). Він вийшов у травні 2016 року у Великій Британії, де отримав загальну премію Waterstones Children's Book Prize 2017 і British Book Awards у номінації «Дитяча книга року». Реліз у США відбувся в листопаді 2016 року. Його продали у понад 25 країн світу і він є незмінним бестселером у Великобританії.
Поезію Хаґрейв публікують у таких міжнародних журналах, як Magma, Room, Agenda, Shearsman, The Irish Literary Review і Orbis.  2013 року Ніл Естлі присудив перемогу літературної премії Йовіла її віршеві «Грація». Цей вірш з’явився в її третій збірці Splitfish (Gatehouse Press, 2013). Її перша драматургічна п’єса про торгівлю людьми мала назву «ЧОВЕН» і в жовтні 2015 року театральна компанія PIGDOG   вперше поставила її у театрі N16 у Белгемі. П'єса отримала п’ятизіркові рецензії, а CultureFly назвав її «найбільш переконливим та актуальним театральним твором, який ви побачите цього року».
Другий дитячий роман «Острів на краю всього» (англ. The Island at the End of Everything, 2017), дія якого відбувається на початку 1900-х років у лепрозорії на острові Куліон на Філіппінах, увійшов до короткого списку премії Costa Book Awards 2017. Третій дитячий роман, «Дорога повз зиму» (англ. The Way Past Winter), вийшов наприкінці 2018 року, а 2019 року вийшов її дебютний роман для підлітків — «Безсмертні дівчата» (англ. The Deathless Girls). Перший роман для дорослих, «Милосердні» (англ. The Mercies), вийшов у видавництві Picador 2020 року та миттєво став бестселером. Роман «Джулія та акула» (2021), створений у співпраці з чоловіком Томом де Фрестоном, увійшов до короткого списку Книги року Waterstones і Премії Вейнрайта, якою нагороджують за дитячі твори про природу та охорону природи.

## Особисте життя
Зараз Харґрейв живе в Оксфорді зі своїм чоловіком, художником Томом де Фрестоном. Подружжя має дочку 2023 року народження. Раніше у Харґрейв була гіперфертильність та серія викиднів. Вона бісексуалка.

## Творчий доробок

### Дорослі романи
- Милосердні (Picador, 2020)
- Дерево танцю (Picador, 2022)

### Молодіжні романи
- Безсмертні дівчата (Оріон, 2019)

### Дитячі книги
- Дівчина з чорнила та зірок (Chicken House, 2016)
- Острів на краю всього (Курник, 2017)
- Шлях до зими (Chicken House, 2018)
- Секрет птахів і кісток (Chicken House, 2020)
- Джулія та акула (Orion, 2021)
- Лейла та блакитна лисиця (Orion, 2022)
- Трилогія Geomancer
  - У тіні вовчої королеви (Оріон, 2023)

## Нагороди та визнання
- 2013: Міжнародна поетична премія Йовіла, переможець
- 2017: Премія Waterstones Children's Books Prize, переможець («Дівчина з чорнила та зірок»)
- 2017: Дитяча книга року British Book Awards, переможець («Дівчина з чорнила та зірок»)
- 2017: Премія Джхалак, короткий список («Дівчина з чорнила та зірок»)
- 2017: Книжкова премія Коста, короткий список («Острів на краю всього»)
- 2018: Книжкова премія «Блакитний Петро», короткий список («Острів на краю всього»)
- 2018: Премія Джхалак, короткий список («Острів на краю всього»)
- 2018: Медаль Карнегі CILIP, довгий список («Острів на краю всього»)
- 2018: Дитяча книга року Блеквелла, переможець («Дорога повз зиму»)
- 2018: Національна книжкова премія Specsaver, довгий список («Дорога повз зиму»)
- 2019: Книжкова премія YA, короткий список («Безсмертні дівчата»)
- 2020: The Diverse Book Awards, короткий список («Безсмертні дівчата»)
- 2020: Prix Femina, фіналіст («Милосердні»)
- 2020: Prix Rive Gauche à Paris, переможець («Милосердні»)
- 2021: Медаль Карнегі CILIP, довгий список («Безсмертні дівчата»)
- 2021: Премія Бетті Треск («Милосердні»)
- 2021: Книга року Waterstones, короткий список («Джулія та акула»)
- 2021: Подарунок року Waterstones, переможець («Джулія та акула»)
- 2022: Премія Вейнрайта за дитячі твори про природу та охорону природи, короткий список («Джулія та акула»)
- 2023: Премія Джейка Фокса за чудові книги («Джулія та акула»)

## Переклади українською
2023 року у видавництві Nebo Booklab Publishing вийшов український переклад роману «Дівчина з чорнила та зірок». Перекладачка — Юлія Підгорна.

## Зовнішні посилання
- Офіційний сайт